# 北松戸駅

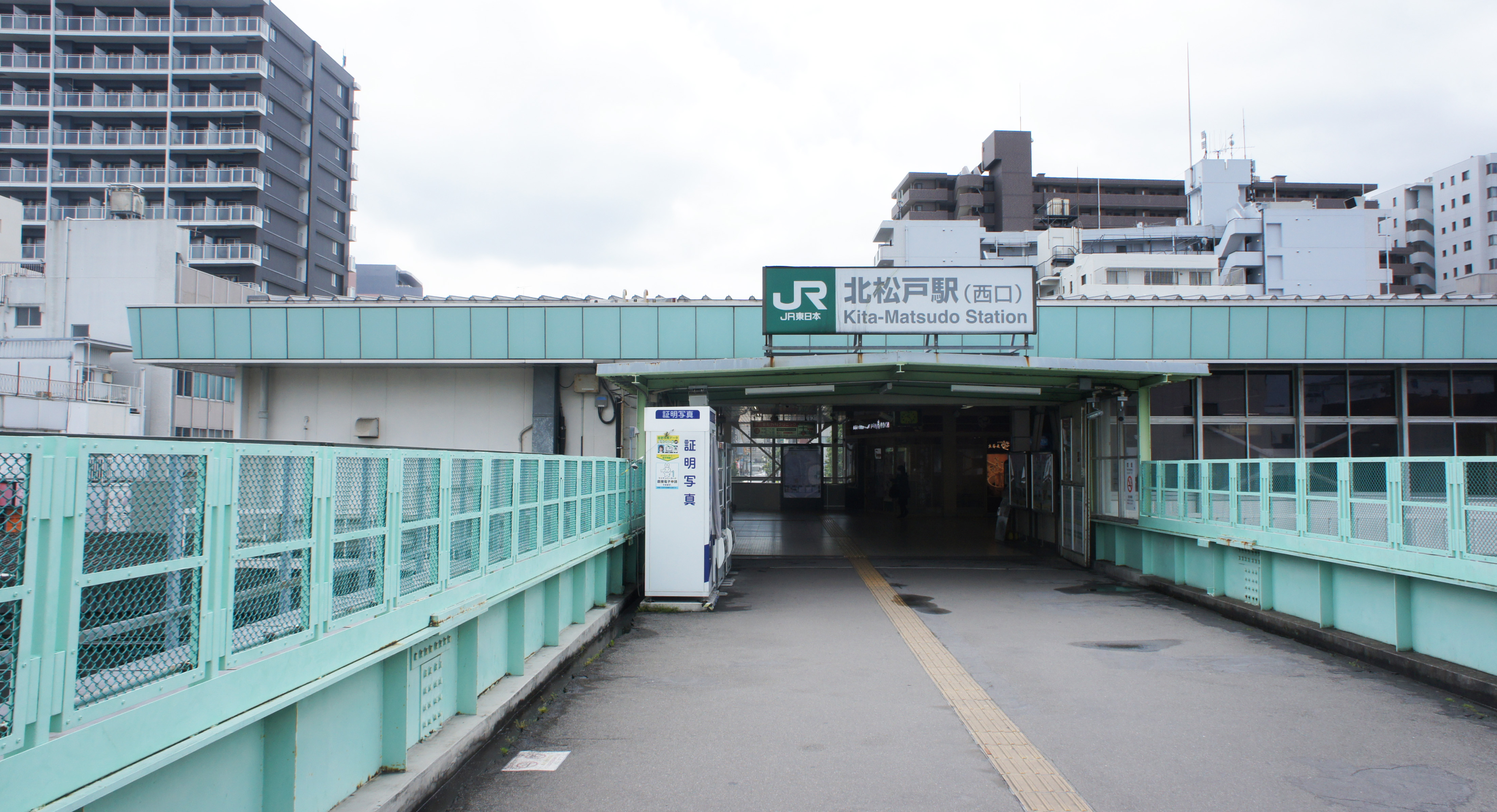
西口（2021年5月）

北松戸駅（きたまつどえき）は、千葉県松戸市上本郷にある、東日本旅客鉄道（JR東日本）常磐線の駅である。常磐緩行線の列車が停車する。駅番号はJL 23。
当駅は松戸市の上本郷に位置し、松戸競輪や北松戸工業団地の最寄り駅である。

## 歴史
- 1952年（昭和27年）5月1日：日本国有鉄道により、松戸競輪場開催日のみの仮停車場として開設される[3][注 1]。
- 1958年（昭和33年）12月25日：常設駅となる[3]。旅客駅[4]。
- 1969年（昭和44年）10月：現在の橋上駅舎に建て替え。
- 1971年（昭和46年）4月20日： 国鉄通勤五方面作戦の一環として北千住駅 - 我孫子駅間が複々線化され、北松戸駅は「常磐緩行線（営団地下鉄千代田線）」の停車駅に。
- 1987年（昭和62年）4月1日：国鉄分割民営化に伴い、東日本旅客鉄道（JR東日本）の駅となる[3]。
- 1992年（平成4年）7月2日：自動改札機を設置し、使用を開始する[5]。
- 2001年（平成13年）11月18日：ICカード「Suica」の利用が可能となる[広報 1]。
- 2006年（平成18年）5月27日：みどりの窓口の営業を終了し、指定席券売機を設置[6]。
- 2008年（平成20年）
  - 3月8日：改札階と東口を結ぶエレベーターの供用開始。
  - 3月12日：ホームと改札階を結ぶエレベーターの供用開始。
- 2018年（平成30年）8月1日：一部列車を除いて発車メロディの使用を停止[7]。
- 2019年（平成31年）3月16日：すべての列車において発車メロディの使用を停止[7]。
- 2021年（令和3年）10月12日：スマートホームドアの供用開始[8]。

## 駅構造
島式ホーム1面2線を有する地上駅で、橋上駅舎を有している。
松戸駅管理の業務委託駅（JR東日本ステーションサービス委託）。お客さまサポートコールシステムが導入されており、早朝はインターホンによる案内となる。きっぷ売り場（自動券売機）に立ち食いそば店が併設されている。このほか、多機能券売機、指定席券売機、自動改札機が設置されている。
エレベーターは西口と改札階、東口と改札階、改札階とホームをそれぞれ連絡するものが設置されている。なお、エスカレーターは改札とホーム間を連絡するものが1基設置されている。

### のりば
| 番線 | 路線               | 方向 | 行先                         |
| ---- | ------------------ | ---- | ---------------------------- |
| 1    | 常磐線（各駅停車） | 下り | 柏・取手方面                 |
| 2    | 常磐線（各駅停車） | 上り | 松戸・北千住・代々木上原方面 |

（出典：JR東日本:駅構内図）

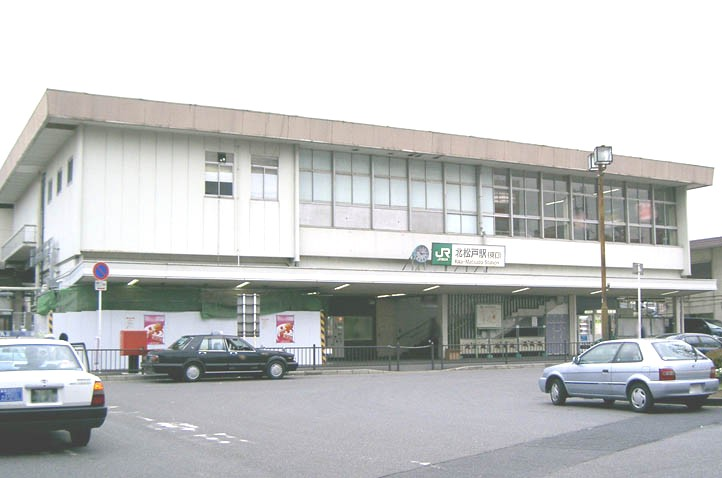
駅舎塗装前の東口（2006年3月）
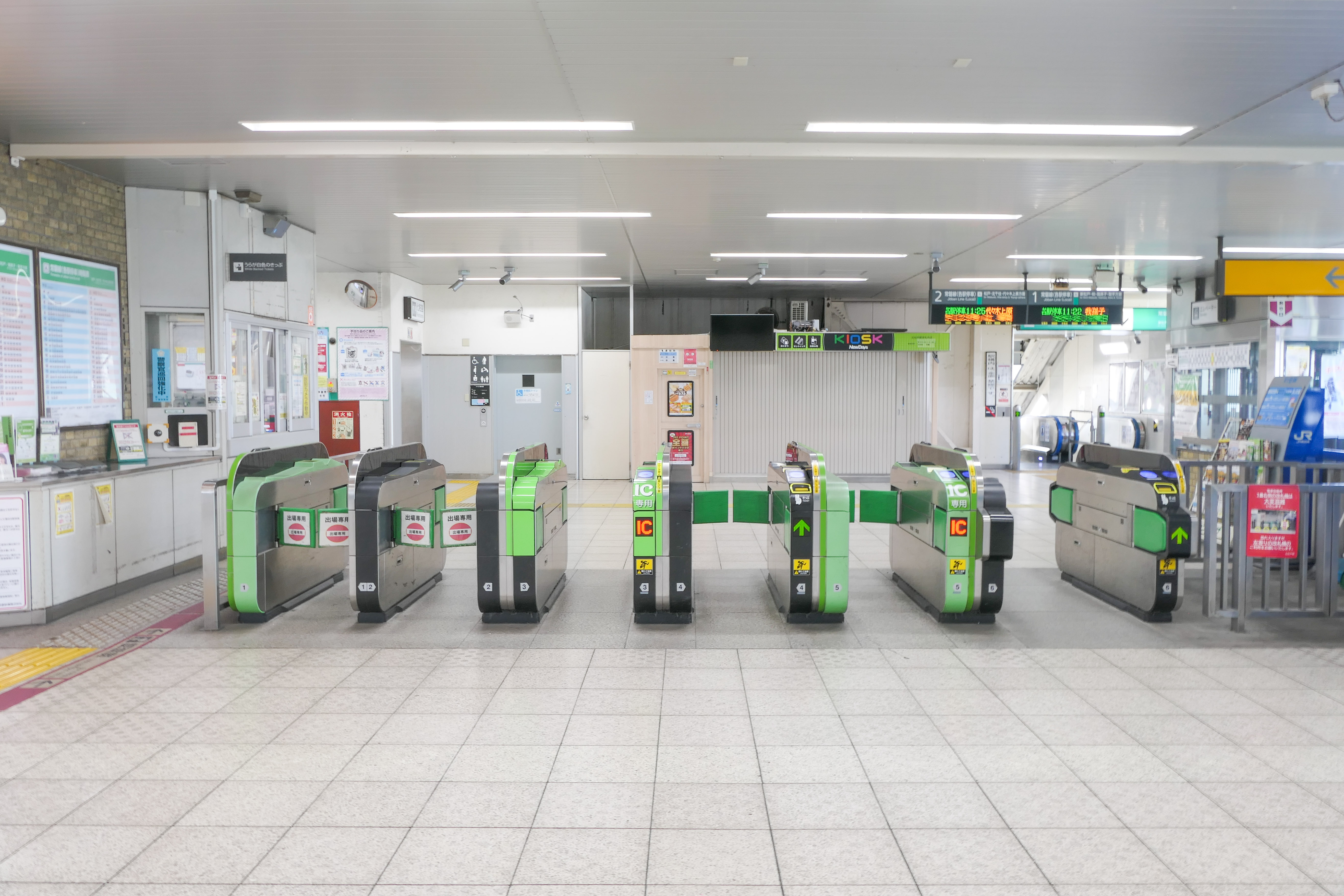
改札口（2024年9月）
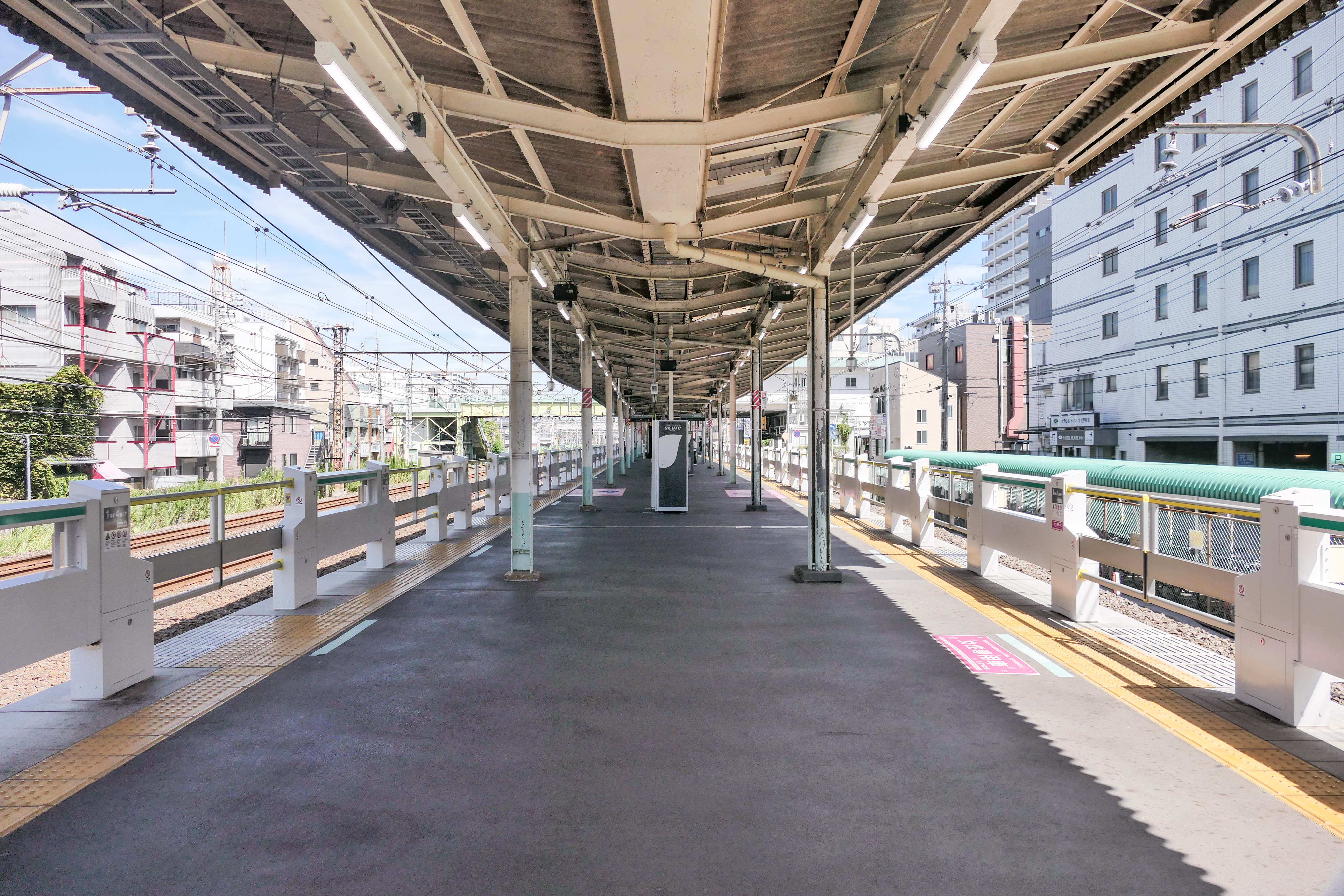
ホーム（2024年9月）

### 駅舎内の施設（駅ナカ）
- 改札内
  - NewDays キヨスク
  - VIEW ALTTE
- 改札外
  - 立ち食いそば店
  - VIEW ALTTE
  - 指定席券売機

## 利用状況
2023年度（令和5年度）の1日平均乗車人員は19,704人である。
1990年度（平成2年度）以降の1日平均乗車人員の推移は下記の通り。
| 年度               | 1日平均 乗車人員 | 出典     |
| ------------------ | ---------------- | -------- |
| 1990年（平成02年） | 22,085           | [ * 1 ]  |
| 1991年（平成03年） | 22,455           | [ * 2 ]  |
| 1992年（平成04年） | 22,582           | [ * 3 ]  |
| 1993年（平成05年） | 22,832           | [ * 4 ]  |
| 1994年（平成06年） | 23,474           | [ * 5 ]  |
| 1995年（平成07年） | 23,486           | [ * 6 ]  |
| 1996年（平成08年） | 23,375           | [ * 7 ]  |
| 1997年（平成09年） | 22,675           | [ * 8 ]  |
| 1998年（平成10年） | 22,492           | [ * 9 ]  |
| 1999年（平成11年） | 22,417           | [ * 10 ] |
| 2000年（平成12年） | 21,905           | [ * 11 ] |
| 2001年（平成13年） | 21,924           | [ * 12 ] |
| 2002年（平成14年） | 21,931           | [ * 13 ] |
| 2003年（平成15年） | 22,097           | [ * 14 ] |
| 2004年（平成16年） | 22,133           | [ * 15 ] |
| 2005年（平成17年） | 21,817           | [ * 16 ] |
| 2006年（平成18年） | 21,972           | [ * 17 ] |
| 2007年（平成19年） | 21,613           | [ * 18 ] |
| 2008年（平成20年） | 21,303           | [ * 19 ] |
| 2009年（平成21年） | 21,254           | [ * 20 ] |
| 2010年（平成22年） | 20,931           | [ * 21 ] |
| 2011年（平成23年） | 20,766           | [ * 22 ] |
| 2012年（平成24年） | 20,683           | [ * 23 ] |
| 2013年（平成25年） | 21,071           | [ * 24 ] |
| 2014年（平成26年） | 20,536           | [ * 25 ] |
| 2015年（平成27年） | 21,006           | [ * 26 ] |
| 2016年（平成28年） | 21,243           | [ * 27 ] |
| 2017年（平成29年） | 21,667           | [ * 28 ] |
| 2018年（平成30年） | 21,716           | [ * 29 ] |
| 2019年（令和元年） | 21,606           | [ * 30 ] |
| 2020年（令和02年） | 17,264           |          |
| 2021年（令和03年） | 18,204           |          |
| 2022年（令和04年） | 19,110           |          |
| 2023年（令和05年） | 19,704           |          |

## 駅周辺
駅西側に松戸競輪場と北松戸工業団地がある。かつては、競輪開催日には利用客で大変賑わっていた。工業団地には山崎製パン、合同酒精、宝酒造など大手メーカーを含む大型工場が立地し、朝・午後には工場通勤客の当駅利用がある。北松戸工業団地は常磐線に沿って南北に伸びており、その北端は馬橋駅付近である。
駅西側は低地で、かつて「下谷耕地」と呼ばれた田園地帯は現在の新松戸駅から当駅までの範囲に広がっていた。江戸川沿いの一部地域に農地が残る。駅東側は台地が迫り、その間に駅前広場と国道6号がある（松戸市内では最も駅に近い）。駅1キロ圏内は、工業団地、競輪場を除けば概ね住宅街となっている。

### 西口
- 松戸競輪場
- マルエツ栄町店
- 北松戸工業団地
  - 山崎製パン松戸第一工場

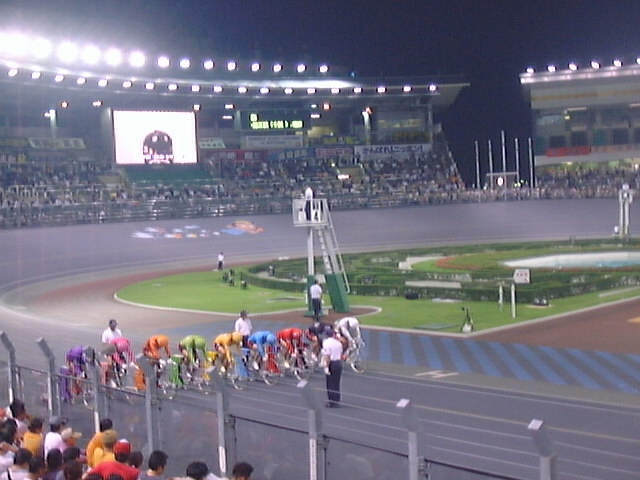
松戸競輪場（第3回サマーナイトフェスティバル）

  - 合同酒精東京工場・業務用商品事業部・酵素医薬品事業部･研究所
  - 宝酒造松戸工場
  - 日本トーカンパッケージ千葉工場
  - キングジム松戸工場
  - アルプス物流松戸営業所
  - トラスコ中山プラネット東関東
  - 日本アクセス松戸支店
  - 大同電機工業
  - 佐川製作所

### 東口

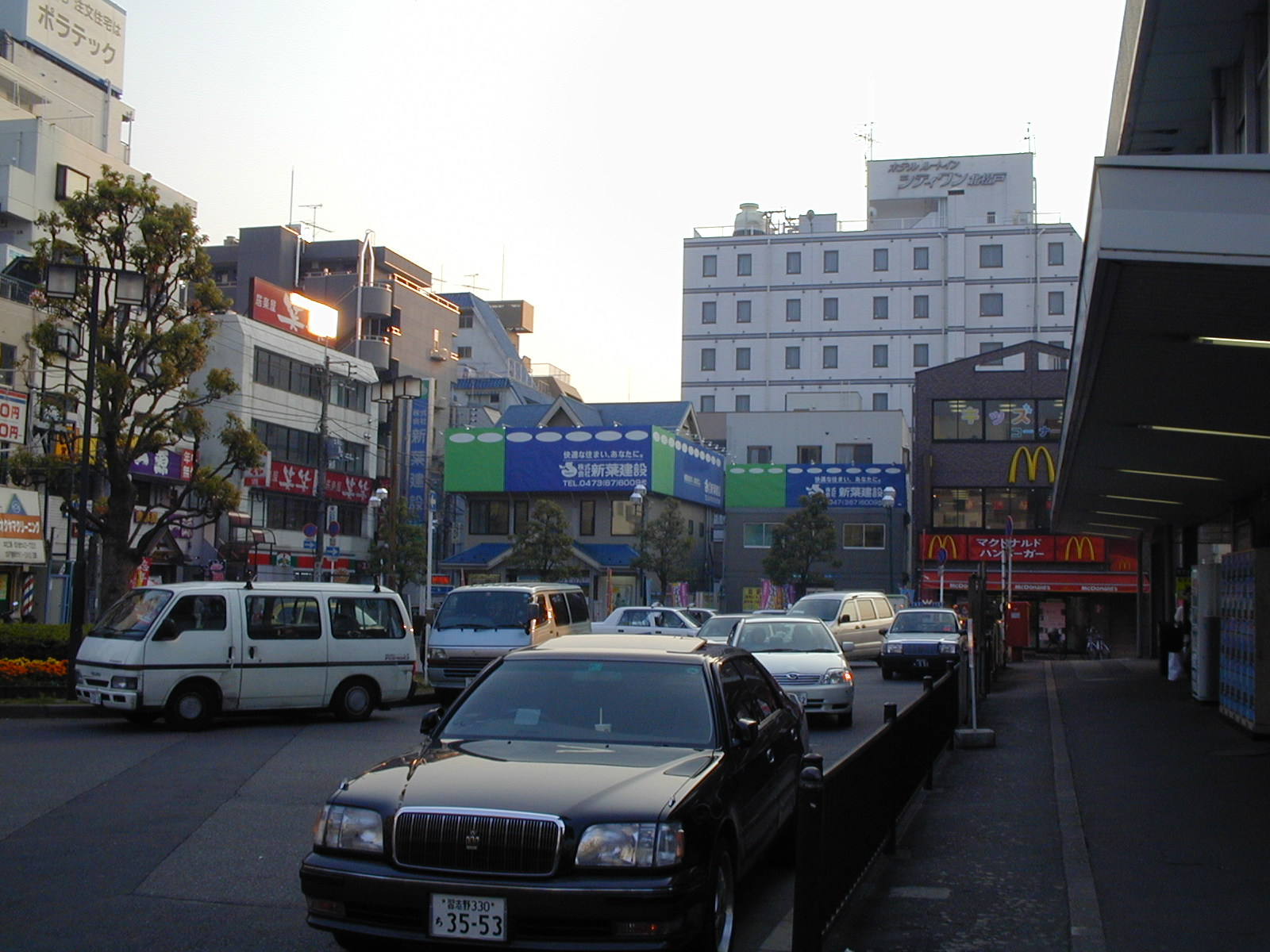
東口駅前ロータリー

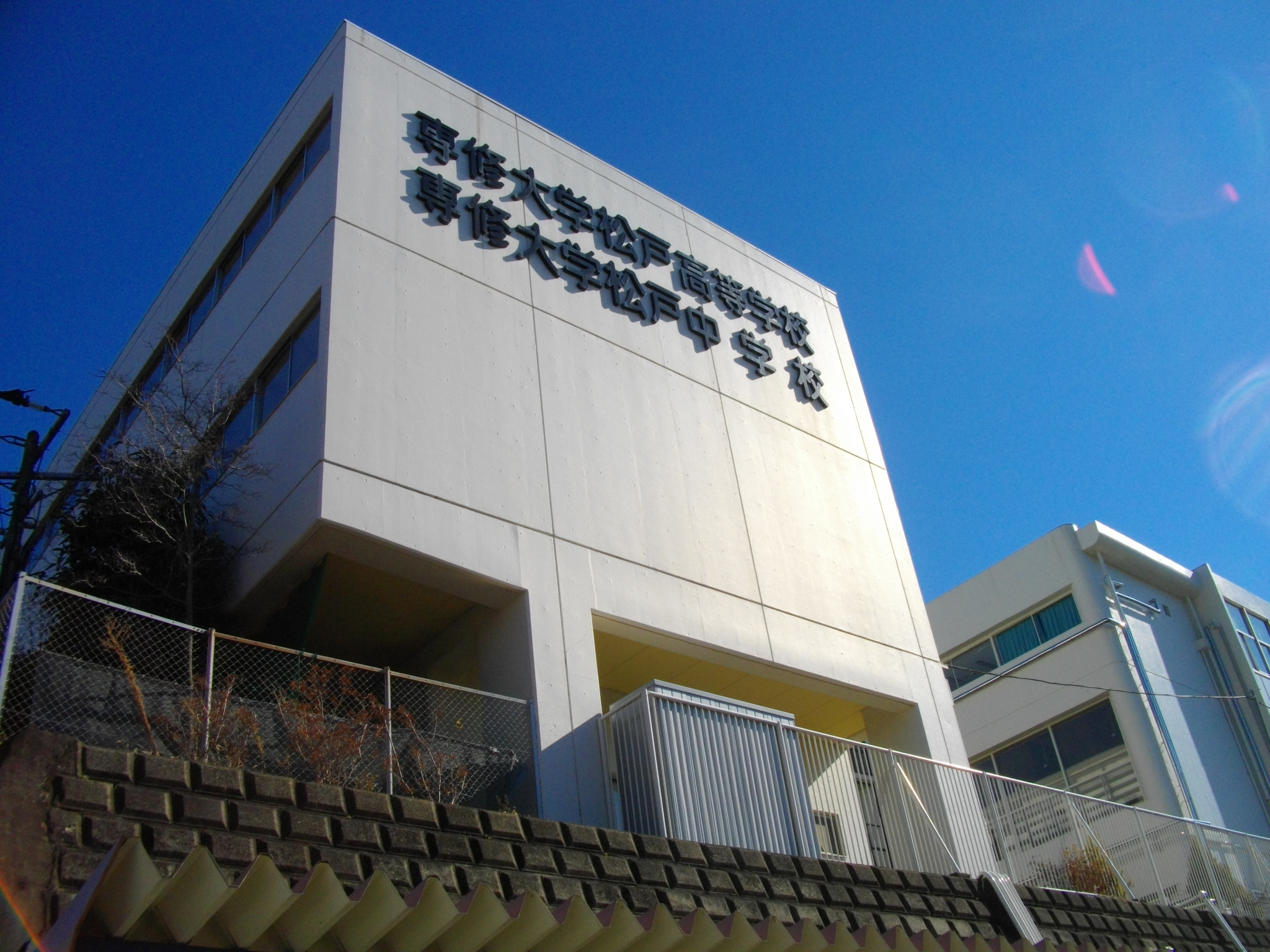
専修大学松戸中学校・高等学校

駅前広場から程近く、常磐線と並行して国道6号が通っている。平日昼間は駅入口の交差点が渋滞ポイントになっている。国道6号を越えると上り坂となり、住宅街がひろがる。
- 松戸警察署北松戸交番
- 松戸新作郵便局
- 専修大学松戸中学校・高等学校・幼稚園
- クリエイト薬局
- ホテルルートイン北松戸駅前
- 常磐会堂（葬祭式場）
- 筑波銀行松戸支店
- トヨタレンタリース千葉北松戸店
- マルエツ北松戸店
- マツモトキヨシ北松戸東口駅前店
- とうかつ中央農業協同組合本店・中央支店
- ハローマート食賓館（現・ラコマート）北松戸店
- 下谷金属松戸営業所
- ポラス松戸北営業所
- トヨタレンタリース千葉北松戸駅前店
- レッドバロン松戸
- あさひ北松戸店
- ペットのコジマ松戸店
- PCデポ松戸店

## バス路線
東口広場に乗り入れ、京成バス千葉ウエスト松戸東営業所と松戸市コミュニティバス（松戸市ゆめいろバス）の路線バスが発着する。
- 京成バス千葉ウエスト松戸東営業所
  - 3系統:松戸駅東口行
  - 3、3A系統:県立松戸高校行
  - 3、3A、3B系統:総合医療センター行

- 松戸市コミュニティバス（松戸市ゆめいろバス:中和倉コース）[9]
  - 左回り・右回り:総合医療センター行

※なお、駅西方面には「北松戸駅入口」（京成バス、日大歯科病院 - 松戸駅間の路線）を名乗るバス停留所があるが、西口から道のりでおよそ700m（徒歩約8 - 9分）離れており乗り換えには向いていない。

## 隣の駅
東日本旅客鉄道（JR東日本）
 常磐線（各駅停車）
松戸駅 (JL 22) - 北松戸駅 (JL 23) - 馬橋駅 (JL 24)

### 記事本文